# John Palliser

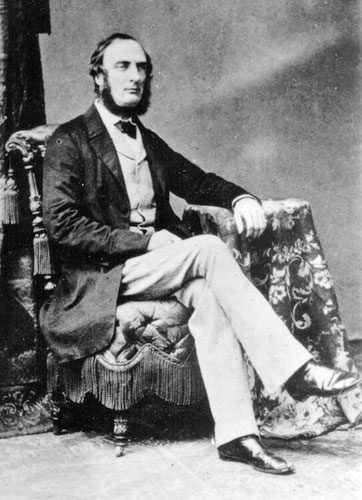
John Palliser

John Palliser (* 29. Januar 1817 in Dublin; † 18. August 1887 in Comeragh House, County Waterford, Irland) war ein irischer Geograph und Entdecker im Westen Kanadas.

## Biographie
Palliser entstammte einer angesehenen und vermögenden irischen Familie. Durch die Auslandsaufenthalte mit seinen Eltern lernte der junge John Französisch, Deutsch und Italienisch sprechen.
Das Ergebnis seines ersten Amerikabesuchs (1847–1849), hauptsächlich der Jagd in den Prärien des Westens gewidmet, war die Veröffentlichung seines Buchs „Vom Mississippi zu den Rocky Mountains“ (engl. Titel: “Solitary rambles and adventures of a hunter in the prairies”).
Für die Royal Geographical Society leitete er 1857–1860 die British North American Exploring Expedition (Palliser-Expedition) in das südwestliche Prairiengebiet Kanadas und die Rocky Mountains bis zum Pazifik, die der Kartographierung und Grenzfestlegung gewidmet war (The papers of the Palliser expedition, 1857–1860, Toronto 1968). Ein Ziel der Expedition war es, geeignete Routen für die Canadian Pacific Railway zu finden. Palliser hat nicht nur einige Flussläufe wie den North Saskatchewan River und den South Saskatchewan River erstmals kartographisch festgehalten, sondern warnte auch davor, dass das von ihm entdeckte Land für den Ackerbau ungeeignet sei. Die britische Regierung entsandte trotzdem Siedler in das sogenannte Palliser-Dreieck, jedoch erwies sich Pallisers Vorhersage auf Dauer als richtig.
1869 unternahm er eine weitere Expedition per Schiff in den Norden Russlands nach Nowaja Semlja und zur Karasee. Die letzten Jahre seines Lebens verbrachte er in Comeragh House, im Kreise seiner Verwandten.
Die von ihm geleitete Expedition wurde am 3. Juni 1957, durch die kanadische Regierung, zu einem „nationalen historischen Ereignis“ erklärt.